# Napoleon în costum imperial
Napoleon în costum imperial este o pictură în ulei pe pânză din 1805 a artistului neoclasic francez Jacques-Louis David, care înfățișează un portret al lui Napoleon I în roba de încoronare. Destinat inițial pentru Tribuna din Genova, Napoleon a fost nemulțumit de el și a fost lăsat incomplet. Este cunoscut printr-o mică schiță în ulei, aflată în prezent la Palais des Beaux-Arts din Lille.
O altă versiune a aceluiași subiect a fost destinată fratelui lui Napoleon, Jérôme Bonaparte, regele Westfaliei. În prezent este pierdută, dar este cunoscută printr-o copie atribuită lui Rouget, aflată în prezent la Fogg Art Museum, o pânză incompletă atribuită lui Sebastian Weygandt, aflată la Staatliche Kunstsammlungen din Kassel, și un studiu de cap aflat la bibliothèque Thiers.